# Georgette Jean
Georgette Jean (ur. 26 czerwca 1954) – francuska zapaśniczka walcząca w stylu wolnym. Złota medalistka mistrzostw świata w 1987 i 1989, a także mistrzostw Europy w 1988. Pierwsza na mistrzostwach Francji w latach 1981–1985, 1987–1989 i 1991.